# アレクサンドル・ルカシェンコ
アレクサンドル・グリゴリエヴィッチ・ルカシェンコ（ベラルーシ語: Алякса́ндр Рыго́равіч Лукашэ́нка、ロシア語: Александр Григорьевич Лукашенко、1954年8月30日 - ）は、ベラルーシの政治家。ベラルーシ共和国大統領。
ロシア・ベラルーシ連盟国の初代最高国家会議議長（2000年 - ）でもある。「ヨーロッパ最後の独裁者」という異名を持つ。
民主的と自称する選挙によって選出・再選されているが世論調査などの支持率 と実際の得票数がかけ離れているため、不正選挙を行っていることが確実視されている。
1994年に大統領に就任し、1996年には任期を延長、2001年に再選、2004年には憲法の3選禁止条項を一方的に撤廃し2006年に3選、2010年に4選、2015年に5選、2020年に6選、2025年に7選を果たした。なお、1999年12月8日にロシア連邦との間で調印されたロシア・ベラルーシ連盟国創設条約の発効に伴い、翌2000年1月に「連盟国」の初代「最高国家会議議長（国家元首）」に就任した。
1994年の選挙に立候補し、ロシアとの関係を重視。親欧州主義に矛先を向けて親露・反米の姿勢を一貫して崩していないのがルカシェンコ体制の特徴である。2020年の6選では、長期政権に終止符を打つためチハノフスカヤを始めとした反ルカシェンコ（反体制派）の群衆に押され政権が揺らいでいるかに見えたものの、現在でもルカシェンコの権威はベラルーシの政治情勢に極端に影響を及ぼしていると考えられる。
選挙は自由かつ公正であるとは見なされておらず、所謂非自由主義的民主主義に陥っているとして特徴付けられた。主要なメディアは国営の下に置かれ、独立系のメディアや団体も弾圧されている。6選目の勝利は、反体制派やイギリスやアメリカ、EUによって「破棄」される形で不正があったと主張され、現在でもこれらの国々はルカシェンコをベラルーシの正当な大統領として認めていない。

## 名前
名の日本語表記は、「ルカシェンコ」が一般的だが、専門家がベラルーシ語からの表記である「ルカシェンカ」と書く場合もある。民族的にはウクライナ人であり、彼のウクライナ語読みでの名前は「オレクサンドル」である。

## 来歴
1954年8月30日当時ソビエト連邦白ロシア共和国（現在のベラルーシ）のヴィテブスク州オルシャンスク地区コピィシ（コプイシ）村で生まれたとされる。ルカシェンコの二番目のいとこのジェームズ曰く、母方の祖父、トロヒム・イワノビッチ・ルカシェンコは、ショストカ近くのウクライナのスームィ州（現在のソビチェヴェ村）で生まれた。ルカシェンコは幼少期に父親のいない環境で育ち、未婚の母親を持つことで同級生からからかわれた。
1975年モギリョフ教育大学歴史学部（歴史学学士と社会科教員を取得）を卒業。大学通信教育により農業アカデミー経済学部（農業経済学学士を取得）を卒業。1990年、ソフホーズの支配人から白ロシア共和国最高会議代議員選挙に立候補して当選する。ソビエト連邦の崩壊に伴う独立後、ベラルーシは国内が混乱して政府も腐敗していた。そんな中ルカシェンコは1993年に汚職追及委員会議長に就任し政治家達の汚職を糾弾し、有権者の支持を獲得する。
1994年大統領選挙に立候補。大衆迎合的な選挙公約を掲げて他の候補に圧勝し初代大統領に就任する。
2004年9月7日ルカシェンコは大統領の多選を禁じる憲法を改正し多選を可能とする国民投票の実施を発表。翌10月17日の国民投票の結果、8割弱の賛成で3選への道を開く。これを受け2005年アメリカ合衆国大統領に再選を果たしたばかりのジョージ・W・ブッシュは打倒すべき独裁国家の一つとしてベラルーシを挙げた。ブッシュはまたベラルーシを「最悪の独裁国家」と批判している。2006年3月19日に行われた任期満了に伴う大統領選挙では、得票率82.6%（公式発表）で圧勝して3選を果たしたがこの選挙に関しては得票率改竄の疑惑や野党候補およびその支持者への妨害などの不正が行われていたとの証言が存在する。
2010年12月19日投開票の大統領選挙で4選を果たしたが（得票率79.7%）、やはり不正選挙であるという指摘がなされている。
ルカシェンコの4選直後からベラルーシ経済は未曾有の危機に陥り、インフラを担う国営企業などがロシアに掌握される可能性が出てきており、ベラルーシが事実上ロシアに吸収合併（乗っ取りとも言える）される可能性も現実味を帯びている。2011年5月27日ルカシェンコは政府関係者を集めた会議の席上「ギャングども（ロシアのこと）に我々の国を売り払いなどしない!」などと述べ、感情を露にした。ロシアはかねてからベラルーシの吸収合併を狙っていた。
2015年4月2日には、国家財政の体力強化のため半年間無職で納税しなかった人間に約360万ベラルーシ・ルーブル（約3万円）の罰金の支払いと、支払い命令に従わなかった場合は拘束され、強制的に社会奉仕活動をさせられるという、旧東ドイツを彷彿とさせる政策の大統領令に署名した。ただ高齢者や障害者、学生などは対象外である。
2015年10月11日投開票の大統領選挙で得票率83.49％を得て5選。
2016年9月の下院選では野党への締め付けを緩め、20年ぶりに政権に批判的な野党系候補が2人当選した。欧米への配慮によるものとされる。
2020年8月9日の大統領選挙に向けては米国からルカシェンコへ贈られた「情報提供」を根拠に、対抗馬のビクトル・ババリコを資金洗浄容疑で拘束。元々は政権高官であったものの5月に対立候補として出馬を表明したバレーリー・ツェプカロの候補者登録を拒否
（有権者署名の半数を無効扱い）するなど、事前に対抗馬の排除を行った。中央選挙管理委員会は80.2％を得票したルカシェンコの6選を認定し、主要対立候補のスヴャトラーナ・ツィハノウスカヤは9.9％にとどまったと発表。しかし不正選挙を訴える市民と警官隊との間で衝突が発生し、10日には数十名の死傷者が出たほか、約3,000人の身柄が拘束された。7月に国外へ亡命していたツェプカロらは翌11日に「救国戦線」結成を表明した。ルカシェンコへの異議を唱える参加者10万人級の大規模デモは、ミンスクにおいて以降も続いたが、9月23日に事前予告なしで大統領就任式を実施し、再選挙実施などで妥協する意思がないことを示した。2022年2月27日に実施した憲法改正国民投票は65.2％の賛成多数で承認され、自身の当選回数がリセットされ最長で2035年まで続投可能となった。
2023年5月9日、モスクワで開かれた対ドイツ戦勝記念パレードに出席したが、歩くことがままならない様子であったこと、同年5月14日に国内で開かれた国旗、国章、国歌の日の記念式典を欠席したことから、健康不安説がささやかれた。5月27日、ロシアのプーチン大統領との会合のあと重篤な状態でモスクワの病院に運ばれたと反政権派指導者の一人であるワレリー・ツェプカロがSNSに投稿したが、29日にはミンスクでロシア中央銀行総裁のエリヴィラ・ナビウリナと会談し健在が確認されたことでツェプカロは批判を受けた。6月24日、ワグネルが武装蜂起を開始する直前にルカシェンコ一家や政府高官が使用する飛行機が深夜のうちにミンスクを離陸し、ロシア南部地域を回避しながらトルコのボドルムに着陸したことが確認されている。しかしルカシェンコはその後、プーチン、ワグネル創始者エフゲニー・プリゴジンと相次いで会談を行い、両者が流血の事態を回避することで合意、ワグネルの進軍停止と戦闘員の安全を保証するという内容で合意をみたと発表した。
2024年2月25日、ルカシェンコは8期連続となる翌2025年予定の大統領選挙への出馬を表明。2025年1月26日の投開票の結果、ルカシェンコが86.82％を得票したとする暫定結果を中央選挙管理委員会が発表し、7選が確実となったが、反政権派は偽りの選挙と批判した。

## 政策

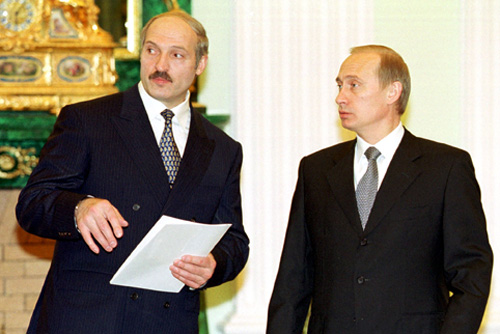
2000年、ロシア連邦大統領ウラジーミル・プーチン(右)と

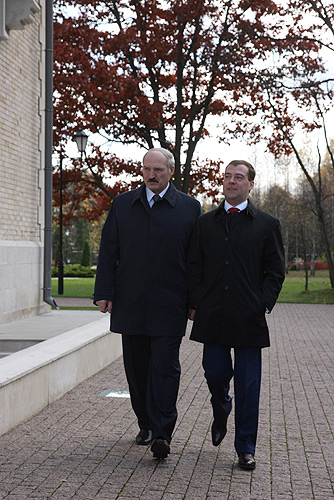
メドヴェージェフ大統領と（2008年10月25日）

ルカシェンコ自身はソ連共産党員だったが、ソ連時代を除いて特定の政党に所属しておらず、ベラルーシ共産党などが政権を支持する事実上の与党である。大統領に就任すると、ベラルーシ国旗もかつての白ロシア・ソビエト社会主義共和国の国旗に変更し、それまでの国旗は使用禁止となった。また、政府庁舎に掲げられていた国章も鎌とハンマーがあしらわれている白ロシアの国章に付け替えた（現在はそれを一部修正した現行のベラルーシの国章が付けられている）。また、ロシア語を公用語であるベラルーシ語と同等とし、強いロシア語化政策およびベラルーシ語の迫害政策を敷いている（国営テレビ放送や、大統領就任式などの国家行事でもベラルーシ語ではなく、ロシア語が使われている）。このため、ベラルーシ語自体が絶滅の危機に瀕しているとされる。
経済面ではソビエト連邦の崩壊後の経済危機を乗り切り、国内総生産の成長や工業生産の回復など一定の成果を収めている。ベラルーシの1人当たり国民所得は中所得国水準を維持しており、特に農村部に多くの支持者がいる。また、国内ではロシアやウクライナのような、国有企業の民営化の結果として巨大な影響力を持つオリガルヒが出現していないため、政財界の癒着が少ない。

### 対ロ関係
ロシア連邦との「連邦国家」の実現による両国の政治・経済・軍事などの各分野での両国の統合構想を強く推進し、1999年12月8日には、当時のロシア連邦大統領ボリス・エリツィンとの間でロシア・ベラルーシ連盟国創設条約に調印しているが、その後、彼に代わってロシア連邦大統領に就任したプーチンらが提唱するロシアによる事実上のベラルーシ併合発言に反発し、両国の統合構想は行き詰ったままである。グルジア紛争でのロシアの旧ソ連諸国との軍事的な対立や、ベラルーシのロシアへの併合への圧力をかけるための天然ガスの値上げなどの諸政策を受け、再度欧米への接近を図っているとも伝えられるが、欧米およびロシアとはバランスを保った関係を維持し、自らの権力を維持しようとしているという見方もある。2008年9月の下院選に監視団を受け入れることで、これを機に西側諸国との関係改善を図ろうとしたが、10月6日にプーチン首相がベラルーシを訪問。連邦国家実現へ向けての政策を実行することを確認した。これは、ロシアに西側への接近を引き止められたといえる。しかしながら、同月EUが民主化の兆しと下院選を評価し、経済制裁が一部解除されることとなった。制裁の解除により、2009年3月26日にはローマ教皇ベネディクト16世との会談が実現した。(ただし、ルカシェンコは無神論者である）。
2009年に入ってベラルーシは西側への接近を強め（ルカシェンコ自身「我々は西側との関係を正常化する」と言明している）、ロシアとの関係が悪化している。ロシアから約束されていた5億ドルの支援が棚上げになったことに立腹し、「ロシアに泣きついて頭を下げることはない」と述べ、欧米への接近を図った。これに対し、ロシアは対抗措置としてベラルーシ産の乳製品を輸入禁止にした。このような点から、連盟国構想はもはや双方ともにやる気がないとの見方もある。しかし、金銭面での支援を得るためにEUへ接近したものの独裁体制などを理由に支援を却下され、これにルカシェンコは立腹し、ロシア、EU双方を「わが国の主権を侵害している」と非難した。ベラルーシの国家財政の基盤だった他国からの援助が得られず、ルカシェンコは国際社会から孤立した。ロシアの財務相であるアレクセイ・クドリンはベラルーシが市場改革や財政面での見直しを行っていないため、近い将来ベラルーシは財政破綻するとの見方を示した。しかし、2009年11月にはロシアからの経済支援を引き出すため、アブハジアと南オセチアの独立を承認することを検討していると伝えられた。このように、ルカシェンコはロシアとEUを天秤にかけ、双方から経済支援を引き出す外交を展開している。このような外交手腕には、専門家も舌を巻いている。また、ロシアとの関係改善のメドがついたことで、2009年12月には連盟国の最高国家評議会も行われる運びとなった。
2010年6月にロシアの天然ガスをめぐる紛争が発生。紛争自体は数日で解決を見たが、両国関係には大きな傷がついたと思われた。しかし、ルカシェンコはすぐにロシア、カザフスタン、ベラルーシの三カ国で発足する予定だった関税同盟に参加を表明。関係修復を素早く行なった。「国を売らない」と公言していたルカシェンコであったが、ベラルーシ国内の反政府運動の激化と、ロシアとの対立で国家財政の重要な収入源である天然ガスの国内通過料が得られなくなる可能性が出てきたため、2011年12月、ユーラシア連合構想への参加を表明（後にユーラシア経済連合に加盟）。それと引き換えに天然ガスをロシアがベラルーシに「統合割引価格」で提供、そして、ロシアがベラルーシ国内のガスパイプラインを買い取るという協定を結んだ。これにより、ベラルーシ経済はロシアに掌握された格好となった。
2014年に発生したクリミア危機・ウクライナ東部紛争では、両国の間に入って調停役に回っている。
2020年の大統領選挙では民間軍事会社ワグネル・グループの傭兵33人をテロ容疑で逮捕して騒乱を画策したとしてロシアを非難するも、後に対ロ関係修復のために送還するなど、大統領選挙をきっかけにロシアとの関係を急速に改善しつつある。2022年9月28日にはロシア南部のソチに立ち寄った後にアブハジアを初訪問した。
2022年2月、ルカシェンコはロシア軍がベラルーシ領土からウクライナ侵攻の一部を行うことを許可した。
2023年7月、ロシアより自国に配備される戦術核兵器について、BBCロシア編集長からウクライナへ発射するかと質問され「自分たちに対する侵略行為があれば」それに対応すると答えた。

### 対中関係
ベラルーシは長らくロシアとの関係が緊密だが、ルカシェンコは就任当初から「中国を理解し、中国から学び、中国にアプローチする」を掲げ、息子を中国に留学させるなど中華人民共和国との関係を公私ともに重視してきた。2012年には中国共産党中央委員会総書記（最高指導者）に就任した習近平と個人的な関係を築き、ベラルーシにとって中国はロシアに替わる有力な経済パートナーと見做されるようになった。2013年にロシアが国営企業の民営化の遅れなどを理由にベラルーシへの資金援助を打ち切ったことを契機に、ルカシェンコは欧州進出を画策していた中国と15億ドルの経済投資協定を締結してベラルーシは財政破綻を回避した。同時期に中国とシンガポールが開発した蘇州工業園区に倣って建設された中国ベラルーシ工業園区は中国にとって欧州進出の拠点となった。また、軍事的な関係も強めており、MLRSのポロネズを中国と共同開発している。ベラルーシの軍事パレードではソ連時代のジルの代わりに中国のパレードカー紅旗・L5を使用し、ロシア連邦軍とともに中国人民解放軍をベラルーシ軍と行進させている。また、中国が主導する上海協力機構にもベラルーシは加盟している。
2015年8月の中国人民抗日戦争・世界反ファシズム戦争勝利70周年記念式典に出席し、天安門広場を行進するベラルーシ軍を閲兵した。
2017年5月には中国の一帯一路をテーマとした一帯一路国際協力サミットフォーラムに出席した。
2020年に新型コロナウイルス感染症が世界的に流行した際には、4月に中国がベラルーシに対して検査キットやマスク、防護服を支援した。ルカシェンコは習近平に対して感謝する電報を送り、夏の訪問を要請した。なお、新型コロナはルカシェンコ自身も感染したが回復したと同年7月28日に語っている。ルカシェンコは新型コロナを「感染した住民の97％は無症状」「精神病」「サウナやウォッカでウイルスを退治できる」などと語り、地方視察や外国要人との会談でも衛生マスクをつけず、外出制限など防疫措置を取っていないことから、国内に批判もある。

## 人物

### 私生活

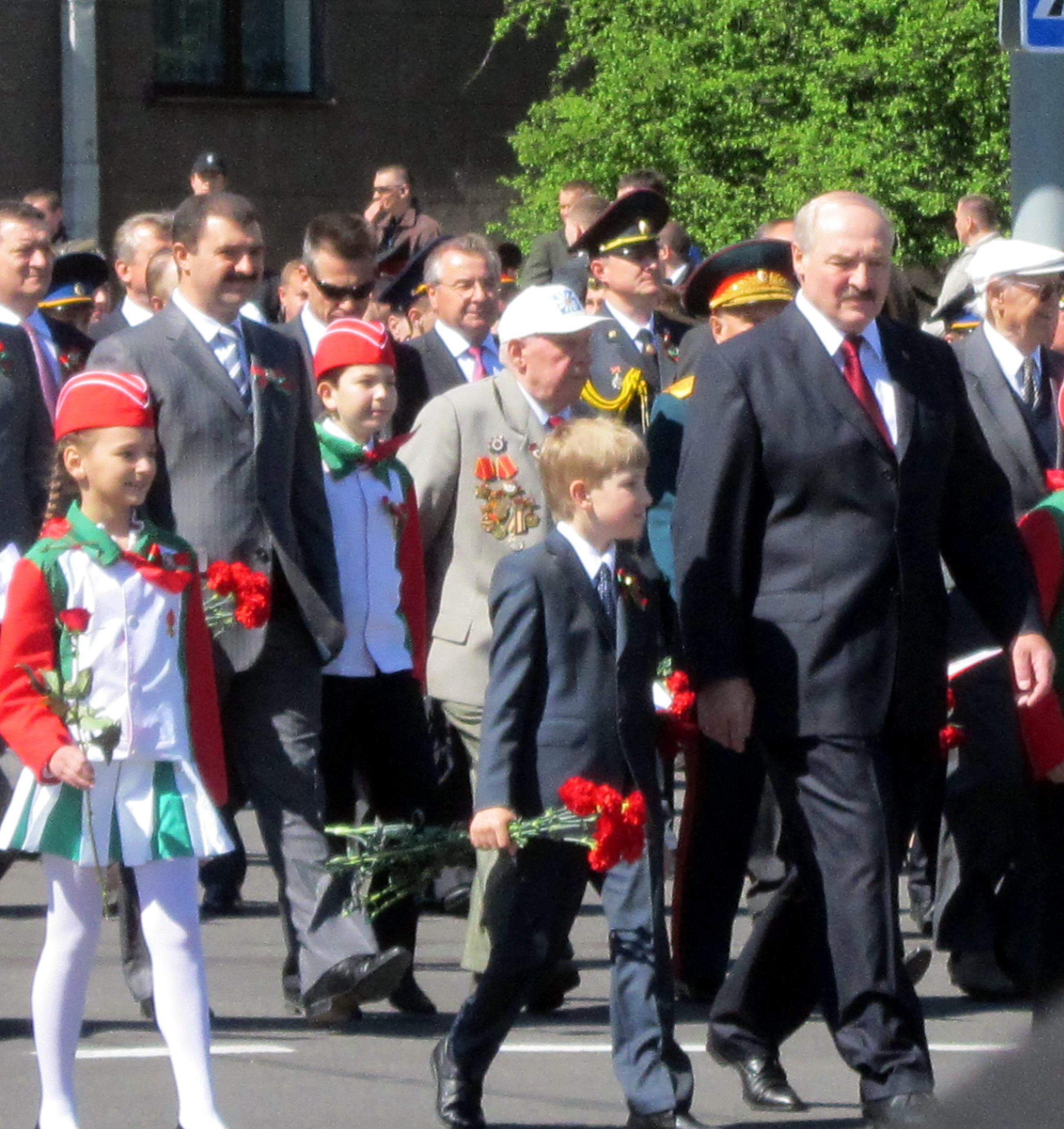
2012年、息子ニコライ(中央)と

妻帯、ヴィクトルとドミトリーという2人の息子がいる。このほかにもニコライという2004年に生まれた婚外子がいる。長男のヴィクトルは2021年にベラルーシオリンピック委員会会長の座を父アレクサンドルから引き継ぎ就任したが、国際オリンピック委員会は同国内における選手への差別がアレクサンドル会長の時代も含めて改善されていないことを理由にヴィクトルの会長就任を認めていない。
妻は公式の場に姿を見せない。ルカシェンコはニコライを大変かわいがっているようで、2008年の北京オリンピックの開会式や2009年と2010年の軍事パレード、ベネディクト16世との会談時、中国の抗日式典など、ありとあらゆる行事にニコライを同席させている。ピアノや中国語を学ばせており、2018年に春節での挨拶の際にニコライはこれを披露しており、2023年には北京大学に留学している。
タバコは吸わず、酒もほとんど飲まない。趣味はスポーツで、特にサッカーとアイスホッケーを好む。アイスホッケーに関しては自身も選手として参加しており、ベラルーシ国内にミンスク・スポーツ宮殿やミンスク・アリーナなどといったアイスホッケー場を多数建設するよう命じている。1998年2月の長野オリンピックの際に公式来日を希望したが、警備上の理由で拒否され競技見たさに非公式で来日した。
ベネズエラ大統領ウゴ・チャベスと友好的であり、チャベスの生前よく会談していた。

### 発言・主張
ヨシフ・スターリンと手を結んでポーランド領だったブレストをベラルーシ領にしたアドルフ・ヒトラーを「彼のおかげで（ドイツは）残骸から立ち直った」と賞賛し、「ユダヤ人は、ボブルイスク（ベラルーシ国内の一都市）を豚小屋に変えた」など、反ユダヤ主義的発言をしている（ベラルーシには約7万人ほどのユダヤ系住民がいる）。そして、「ドイツの歴史はベラルーシの歴史のコピーだ」と発言している。
「ベラルーシには美人がたくさんいる。しかし私が毎日通る道の交差点にクチャクチャな顔をしたフランス人の顔が写っている。とんでもないことだ」と発言し、広告の撤去を命令、さらにベラルーシ国内の広告に国外女性モデルの使用を禁じた。ちなみに、かつてベラルーシではベラルーシ人女性の人身売買・外国売春が問題になった。そこで、現在ではそれを防ぐためにベラルーシ人女性の出国を一部規制する法律が存在している。
「プレジデントは自分一人で十分」との理由で、大統領職以外の会社社長などに「プレジデント」を別名として使用することを禁じた。
自身の3選について、「私が大統領選に参加できない理由などありません」と述べ、また、「独裁者」との批判については「私は国民に与えられた権限しか行使していない」と反論している。
野党が議席を確保できなかった2008年の下院選について、「これでも非民主的と言うのなら、彼ら（EU）との対話を絶つ」と強硬な主張をした。
色の革命について、「ベラルーシではピンクだの、オレンジだの、バナナだのといった革命はありえない」と発言している。
2010年4月14日、ワシントンD.C.での核安全保障サミットにベラルーシが招待されなかったことに対し、「（自分を招待しなかった奴らは）脳みそが足りない」と過激な発言をした。
2011年11月にNATOによるリビアへの軍事介入を「ナチスより悪い」と評し、2011年リビア内戦では当時のリビアの最高指導者ムアンマル・カッザーフィーに武器を支援して軍事顧問も派遣した。2012年にはフランスのニコラ・サルコジ前大統領の不正資金疑惑（大統領に当選した2007年に、カッザーフィーから5000万ユーロを受け取ることを合意していたというもの）について、「カッザーフィー本人からサルコジに1億ドルを渡したと聞いた」と証言し、大きな波紋を呼んだ。
2012年3月、ドイツのギド・ヴェスターヴェレ外相がベラルーシを「独裁国家」と批判したことに対し「ゲイより独裁者のほうがマシだ」と述べた。
2018年12月、ロシアのプーチン大統領について「ニワトリのように歩き回って力を誇示しているだけだ」と評した。

### 2020東京オリンピックをめぐって
2021年7月29日、大学関係者が集まる会議で、東京オリンピック（7月23日開幕）にこれまで出場した代表選手がこの時点で一つもメダルを獲得していなかったことに言及。「他のどの国よりもスポーツに出資しているのにこの結果は何だ？」と述べたあと、アフリカ出身の選手を例に挙げて「彼らは勝てば全てが手に入り、負ければパンくずを探し回らなければならないことを知っている」と自国の選手やコーチを批判した（その後、7月31日に男子トランポリンでイワン・リトビノビッチが金メダルを獲得した）。7月30日、ベラルーシ代表の陸上選手、クリスツィナ・ツィマノウスカヤが同国のスポーツ当局のやり方を非難すると、ベラルーシオリンピック委員会は8月1日、ツィマノウスカヤを帰国させるため羽田空港へ強制的に連行した。ツィマノウスカヤは、反政権派が全土でデモを呼び掛けた前年8月中旬に「代表選手」として呼応する声明をインスタグラムに載せており、ルカシェンコの長男が率いるベラルーシオリンピック委員会が彼女を「要注意選手」として警戒していた可能性があることが指摘されている。
ツィマノウスカヤは搭乗を拒否し、日本の警察に保護を求めた。8月2日、ツィマノウスカヤは駐日ポーランド大使館で亡命を申請し、人道的ビザが発給された。本国にいた陸上選手の夫はウクライナに入国した。同日、EUは、ベラルーシが選手を強制帰国させようとしたことは、ルカシェンコによる「容赦ない抑圧」の実態を新たに示すものと非難。ブリンケン米国務長官は、ルカシェンコ政権の行為は「オリンピック精神に反し、基本的権利の侵害であり、容認されない」とツイッターに投稿した。
こうした事態のさなか、ウクライナでは3日早朝、亡命者支援団体「ウクライナ内のベラルーシの家（BHU）」の代表、ヴィタリー・シショフがキエフの自宅近くの公園で首を吊られた状態で死亡しているのが発見された。シショフは2日朝、ジョギングに出たまま行方不明になっており、警察は自殺を装った殺人の可能性があるとして調査を開始した。シショフは前年8月、ルカシェンコの6選に反対するデモに参加するなど、反政権派として活動。その年の秋にキエフに逃れた。最近は尾行されているようだと同僚に話していたという。BHUは「これは、体制にとって危険なベラルーシ人を排除するための当局による計画された作戦だ」と訴え、国連は「ベラルーシの状況に対する懸念」がさらに深まったとして、真相究明を求めた。
8月4日、ポーランドへの直行便に乗る予定だったツィマノウスカヤは、直前にオーストリアのウィーン行きの飛行機に変更。搭乗機は午前11時15分過ぎ（日本時間）に羽田を離陸。8月5日、ポーランドで夫と再会した。

### エピソード

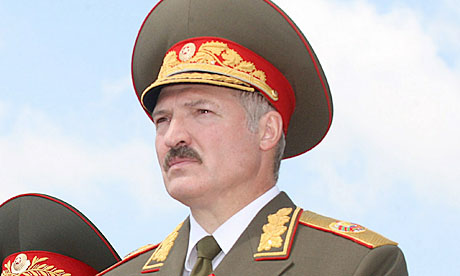
軍服を着用したルカシェンコ

- 権力欲が非常に強い人物として知られる[99]。連盟国構想も元々は自らが旧ソ連圏の最高指導者になりたいが故に発案したものであった。事実、連盟国構想は、初め国力が低下し混乱していたロシアとは対照的に、1994年以来の自らの独裁政治により国力を増したベラルーシが主導権を握っていた[99]。
- 性格的には気難しい人物とされ、過激な発言も多く、アメリカだけではなく、友好国であるはずのロシアをも激しく批判するその姿勢から、「奇人」とも評されている[100][101]。
- ロシアのドミートリー・メドヴェージェフは大統領時代にルカシェンコを「外交的規範どころか、人間としての基本的礼儀さえわきまえない」と嫌悪感を露にしている[102]。
- 普段はスーツを着用しているが、国の重要行事では軍服を着用することもある（階級は保持してなく、あくまでベラルーシ共和国軍最高司令官である）。また、軍の視察に訪れる際には迷彩柄の野戦服姿の時もある。
- ルカシェンコを支持する人々からは、ルカシェンコは「バトゥカ」（「父」の意）と呼ばれ、尊敬（個人崇拝）されている。「ルカモール」などと揶揄される「ベラルーシ共和国青年団」というコムソモールを真似た青少年組織も存在する。
- 2013年、「公共の場で拍手喝采することを違法にしたことに対して」（フラッシュモブのデモ活動を「反体制行為」とみなしての処置）、イグノーベル平和賞を受賞した。
- 2020年、「新型コロナウイルス感染症の大流行に際して、政治家が学者や医師よりも生死に影響を及ぼすことを知らしめた」としてアメリカ大統領のドナルド・トランプらと共にイグノーベル医学教育学賞を受賞した。
- 2020年-2021年ベラルーシ反政府デモではデモ参加者からサーシャ3パーセントというあだ名で呼ばれた（サーシャはアレクサンドルの愛称。3パーセントは独立系メディアの世論調査で彼の支持率が3パーセントだったことから）[10][11]。

### 制裁
- 2022年3月3日、ロシアによるウクライナ侵攻に協力したことによる制裁の一環で、日本国政府より資産凍結の対象者に指定されている[103]。実子のヴィクトルとドミトリーも同月8日に追加で資産凍結の対象者に指定された[104]。